# アリス・アバーナシー
アリス・アバーナシー（Alice Abernathy）は、カプコンの実写映画『バイオハザード』シリーズに登場する架空の人物。
各登場作品のタイトルの略記は、バイオハザードシリーズの登場人物による。

## 概説
- 年齢：第1作時の公式設定では27歳。その後は不明だが、最終作が第1作から10年が経過した世界であるということが劇中で明らかになっており、その事を元にすれば37歳になっていることになるが、公式設定が無い為正式には不明である。
- 映画版俳優：ミラ・ジョヴォヴィッチ
- 日本語吹き替え：本田貴子 1〜6作目（劇場版/VHS/DVD版）、岡寛恵1〜5作目（地上波放送）

実写映画版オリジナルキャラクターであり、同シリーズの主人公。元アンブレラ社特殊部隊員であり、当時から高い戦闘能力を持っていたが、『II』でアンブレラ社にT-ウイルス投与実験体にされた結果、T-ウイルスの完全適合者として超人的な身体能力を得る。その後は再び実験体とされ、『III』では念じるだけで対象を浮遊させたり、遠距離から銃などの武器を使わずに対象を破壊するなど、自らも制御しきれないほどの強い超能力を持つに至った。『IV』ではウェスカーからT-ウイルスの中和剤を投与されたことで超人的な身体能力や超能力を失うが、『V』の終盤では彼からT-ウイルスを投与されたことでそれらを取り戻している。『ザ:ファイナル』では超能力を取り戻したのは一時的な効力だったらしく、作中で超能力を使用する事は無い。

## バイオハザード
特殊工作員ということもあり、身体能力は人並み以上。今作の後半で徐々に記憶が戻り始めている兆候が見られる。
ラクーンシティ地下の研究施設ハイブに勤めており、アンブレラ社の不正を暴くために情報の横流しなどを行っていた。物語開始時は記憶喪失状態で洋館のシャワールームで倒れており、そこでマット・アディソンや特殊部隊隊員らに出会う。ハイブで起こったバイオハザードの調査やそこで繰り広げられるアンデッドとの戦いで徐々に記憶を取り戻していく。最終的にウィルス感染やアンデッド、実験室から逃げ出したリッカーらによって仲間を失いながらも、どうにか退け、マットと生き残って脱出には成功するが、直後にアンブレラの研究員によってリッカーの攻撃で負傷し、ウィルスに感染したマットとアリスはそのまま、別々の実験室へ連行されてしまう。そして、とある真っ白な部屋で目を覚まし、外へ脱出に成功するが、辺りの街は荒廃しており、アリスが近くにあったパトカーから、ショットガンを手にし、ハイブでの惨劇を知った今、アンブレラとの戦いを決意するに至る。

## バイオハザードII アポカリプス
アリス・アバーナシーは偽名であり、本名はジェイナス・プロスペロー (Janus Prospero) と言うことが今作の制作陣より明かされている。ただし最終作ではアリスはハイブでスペンスと暮らす以前は、この世に存在していないことが明らかになっており、プロスペローという名前が本名であるという設定の真意が語られないまま物語は幕を閉じるが、最終作の小説版にてプロスペローという名前についての言及があり「プロスペローを本名だと思ったこともあったが自信が無くなってきている」ことを示す記述があり、結局プロスペローの名も植え付けられた記憶の一つに過ぎないことが語られている。
前回でハイブからの脱出後に病院へ隔離され、アンブレラ社のウイルス実験体にされていたが、アリス計画によって覚醒されて脱走し、その過程でジル・バレンタインと出会ったのを皮切りに、アンジェラ・アシュフォードやカルロス・オリヴェイラらとも出会い共にアンデッドが溢れるラクーンシティを進んでいき、アンブレラのネメシス計画を指揮していたケイン少佐と対峙、ネメシス計画で送り込まれていたネメシスと対決するが、その仮定で彼がハイブからの脱出の際、連行され、離れ離れになっていたマットが素体になっていたことが判明する。それが切っ掛けでアリス計画の実態を知ることになるが、アリスは拒否し、ネメシスすらも使えない代物と行った扱いをしたため、ネメシス自体もかつてのマットとしての自我を取り戻すとアリスに加勢、共に戦いを進め、ネメシスが爆破したヘリコプターの残骸の下敷きになって圧死することになりながらも、一人脱出しようとしていたケインを「事態を打開する第一歩」として叩き出してヘリコプターでラクーンシティから脱出する。しかし、ラクーンシティへ撃たれた核ミサイルの炸裂に巻き込まれ、その振動によって飛来した金属の破片でアンジェラを庇って串刺しになり、更にヘリが墜落したために顔半分を大火傷を負うなどの瀕死の重傷でアンブレラ社に拘束されるも、超人的な回復力によって傷や火傷は全快し、事なきを得る。その後、新たなるアリス計画に利用された（ここで前述の超能力を取得）後、カルロスらによって救助された。

## バイオハザードIII
アンブレラ社の目的がT-ウイルスのコントロールにあることが判明。アリスクローンでゾンビの部分的飼い慣らしに成功、そのためアリスを実験に使用したいと考えている。アリス自身も完全な抗ウイルスをつくることには賛同しており、北米支部でそれが可能な設備があることを知り、アイザックスを退けた後、ホワイトクイーンのもと、その感性に協力したものと見られる。次作以降でその話には触れられない。
本編開始以前にアリス計画の一環として施された改造処置により人工衛星からの遠隔操作でアンジェラを射殺してしまったため、当初は衛星の軌道から外れた場所を単独で行動していた。やがて、再会したカルロスとはお互い恋愛感情を抱くようになり、彼が特攻する直前には口付けを交わした。アンブレラ社北米支部地下施設に侵入し、タイラントと化していたアリス計画の指揮者サミュエル・アイザックスを倒すと、アリス計画で量産されたクローンアリスたちと共にアルバート・ウェスカーらアンブレラ社残党に向け、「たくさんの仲間たちと共に行くから待っていろ」とメッセージを送信する。

## バイオハザードIV アフターライフ
クローンアリスたちを率いてアンブレラ社東京地下要塞を襲撃するが、クローンは要塞ごと爆破されて全滅し、逃亡するウェスカーの飛行機内で中和剤を投与されて全超能力を失う。その後は辛くも脱出し、前作で仲間のクレア・レッドフィールドたちが向かった「安住の地」アルカディアを求めてアラスカへ向かうが、そこで自我を失ったクレアに襲われる。クレアを落ち着かせた後、彼女と共にロサンゼルスでクレアの兄クリス・レッドフィールドや生存者と合流、沖に停泊する大型船と判明したアルカディアへ向かうが、それはアンブレラの罠だった。しかし、クレアやクリスらと共に船内へ突入すると、潜伏していたウェスカーを撃破する。

## バイオハザードV リトリビューション
アルカディアを襲撃してきたアンブレラに捕らわれた末、操られたジル率いるアンブレラの特殊部隊に捕まり、クリスやクレアたちとはぐれ、ロシアの基地へと連行されることとなる。その後、ハイブを操り、アンブレラのトップに成り上がったマザーコンピューター「レッドクイーン」の野望を阻止すべく、前作の後辛うじて生きており、レッド・クイーンとアンブレラから離反してアリスの力を必要としていたウェスカーの命で、派遣された女性工作員エイダ・ウォンや、前作で出会った生存者ルーサー・ウェストも加わっていたレオン・S・ケネディ率いる救出部隊、基地内で出会った自らの娘を名乗る少女ベッキーらと合流し、基地からの脱出を計る。しかし、操られたジルを筆頭にレイン・オカンポ、ジェームズ・ワン・シェイド、カルロス・オリヴェイラといった今は亡き戦友たちのクローンが率いる特殊部隊の追跡を受け、途中で自ら囮となったエイダがジルたちに捕まり、ベッキーも同じくレッドクイーンの命を受けたリッカー改に連れ去られるも、なんとか彼女を奪還してリッカーを撃破した。救出部隊の1人バリー・バートンの犠牲もあって、ルーサーやレオンと共に基地を脱出することに成功する。
しかし、辛うじて基地の崩壊から免れたジルやクローンレインに雪原で追いつかれ、死闘を繰り広げることとなる。プラーガを摂取して怪物と化したレインに終始押され、ルーサーが死亡してしまうも、ジルを操っていた洗脳装置を破壊したことで彼女の自我を取り戻し、レインも洗脳から開放されたジルの援護により何とか撃退した。その後、ホワイトハウスの人類抵抗軍の基地で対面したウェスカーからT-ウィルスを再び投与されたことで失っていた超能力を取り戻し、レッドクイーンの目的を知ってウェスカーやジル、エイダ、レオンたちと共にアンブレラとの最後の戦いに挑むこととなる。

## バイオハザード: ザ・ファイナル
前作『V』終盤のワシントンD.C.のホワイトハウスにて、ウェスカーに薬品を投与されたことで、テレキネシスを取り戻したように描かれていたが、本作の小説版によると、ウェスカーがアリスに使った薬品の効力は一度きりの不完全品であり、小説版でのみ描かれるワシントンD.C.でのアンデッド軍団との戦いを脱するためにその力を使用し、再びテレキネシスは失われたことが本作の小説版に記されている。そのため本作ではテレキネシスは用いず、高い身体能力と銃火器やナイフを駆使したスタイルで戦う。主に使用する武器は、原作ゲーム『5』などに登場するゲームオリジナル武器で銃身が三つ存在するソードオフ・ショットガンの「ハイドラ（Hydra）」。
本作での彼女の性格は、これまでの多くの戦いを通して、人生を達観しており、『I』の屋敷で目を覚ましてから、本作まで、ずっとアンブレラ社とアンデッドと戦い続けていることを皮肉って、「走ることと殺すことが私の人生」であると語ったり、アンブレラの兵隊に捕縛された際に、笑いながら「それで精一杯？（Is that all you got?）」と煽ったり、アイザックス博士との最後の戦いで、追い詰められているような状況でも皮肉めいた笑いをするなど、初期作と比べると皮肉屋でシニカルな性格になっている。アンブレラの人間を殺すことに一切の躊躇は無いが、アンブレラが罪のない人間を殺し続けていることに嫌悪を抱き、生存者を身を挺して助けようとするなどの良心はずっと持ち合わせている。
本作では、ワシントンD.C.での戦いを一人生き延び、あてもなく彷徨っていたところをレッドクイーンと再会し、人類がまだ4472人生き残っていることと、48時間以内に残っている人類もアンブレラによる攻撃で全て滅びることをレッドクイーンから聞かされる。始めはレッドクイーンによる勝利宣言かと思って話を聞いていたが、レッドクイーンからアンブレラの最重要機密であるT-ウイルスに感染した地球上の生物すべてを殺すことが出来る「風媒の抗ウイルスワクチン」がラクーンシティのハイブに存在することを聞かされ、これを使ってアンブレラが引き起こした惨劇に終止符を打ってほしいと矢継ぎ早に依頼される。
レッドクイーンとは、今回のワシントンD.C.での戦いだけでなく、ハイブや生物兵器のシミュレーション施設アンブレラ・プライムの中で敵対し、多くの仲間を殺された経験があるため「信用できない」と一蹴するが、レッドクイーンは、アリスが今、最も望んでいる情報である「ウェスカーの所在」を明かし、彼もまたラクーンシティのハイブの中にいることを伝える。
半信半疑ではあるものの、裏切って多くの仲間を殺したウェスカーへの復讐を果たすため、そして十年前のハイブでのウイルス漏洩を止められなかった責任から、アリスは全ての事件の始まりの地であるラクーンシティのハイブへ向かう。
紆余曲折の末ハイブに到着後は、因縁の相手であるアルバート・ウェスカー、アンブレラ社の創始者であるアレクサンダー・ローランド・アイザックス、T-ウイルス開発者の娘で、アイザックスと共にアンブレラ社の共同所有者であるアリシア・マーカスの三人と邂逅し、そこで自身の出生に関する真実をアイザックス博士により告げられる。
アリスの正体は、T-ウイルスを開発したジェームズ・マーカス教授の一人娘であるアリシア・マーカスが、早老症の「プロジェリア」を発症せず、健康体のまま成人女性に成長した姿を想定して作られたクローン人間であり、『I』でアリスが目覚めたハイブの入り口である屋敷（鏡の館）での生活以前の記憶が、未だに不慥かなのはそのためである。自身の記憶に関しても、最も用いている名前である「アリス・アバーナシ―（Alice Abernathy）」、かつて『I』でアンブレラによる命令で偽装結婚し、ともに屋敷で暮らしていたスペンサー・パークス（スペンス）との記憶や、彼の姓である「パークス（Parks）」、かつて『II』の公式サイトや一部資料集などでアリスの本名として語られていた「ジェイナス・プロスペロー (Janus Prospero) 」などの名前や、その名前を名乗っていた以前の生活の記憶があることを小説版で思い出しているが、断片的に思い出した、かつて名乗っていた名前や、ハイブでスペンスと暮らす以前の全ての記憶が、アンブレラによって植え付けられた偽りの記憶であることが判明する。
このためアイザックス博士は、ハイブで生まれてから、十年間も世界を彷徨って、再びハイブに帰ってきたアリスのことを「放蕩娘（prodigal daughter）」が帰還したと嘲り笑っている。自身の出生の秘密を知って絶望するが、アンブレラと戦いたくても、弱くて戦えなかったアリシアと異なり、ずっとアンブレラと戦い続けてきたアリスのことをアリシアは「自分よりもずっと優れている」と称賛し、「あなたは強くあって欲しい」と希望を託される。
自身のオリジナルであるアリシアから希望を託されたアリスは、自身に課せられた最後の役目として、アイザックスの所持する「風媒の抗ウイルスワクチン」を世界に解き放ち、自分自身を含めたT-ウイルスに感染した生物全てを死滅させることを決意し、アイザックス博士との最後の戦いに挑む。アイザックスとの戦いで左中指、薬指、小指を失ってしまうが、死闘の末に彼を撃退した。その後、大量のアンデッドが自身に迫る中、抗ウイルス剤を解き放ち、T-ウイルスを浄化した。同時にアンデッドの大群と共に倒れ込み息を引き取ったかに見えたが、実際には抗ウイルス剤はT-ウイルスのみを破壊し、アリス自身の健康な細胞は一つも壊さなかったため生還した。
アンブレラの計画のための「道具」として生まれ、自分自身が抗ウイルス剤により死んでしまうことを恐れず、献身的にアンブレラと戦ったアリスを、レッドクイーンは「人間よりも人間らしい」と称賛した。そして戦いの果てにアリシアが遺した記憶データとリンクし、アリシア・マーカスの幼少期の思い出を手に入れる。アリシアの思い出と自身の十年間の戦いの記憶が合わさり、アンブレラの「道具」でも、アリシア・マーカスでもない、自分自身の記憶を手に入れた彼女は、最後に「私はアリス（My name is Alice）」とつぶやいて、彼女の十年に及ぶ物語は幕を閉じる。
小説版ではその後、バイクでワシントンD.Cに戻り、アリスのクローンの娘であるベッキーに無事再会している。